# Ferdinand Gallas
Ferdinand Gallas (grafii alternative Gallasz Ferdinand, Gallas Nándor, Gallasz Nándor) (n. 29 ianuarie 1893, Timișoara – d. 1 iulie 1949, Lovrin) a fost un sculptor bănățean.

## Biografie
S-a născut într-o familie săracă în cartierul Iosefin.
În 1904 s-a înscris la Școala Secundară de prelucrare a lemnului și industrie metalurgică și a învățat bazele sculpturii de la András Sipos, iar de la arhitectul László Inotay desen în lucrul în lemn. În 1909 a devenit student la Facultatea de Arte Frumoase din Budapesta, specializându-se în sculptură decorativă, cu profesorii Mátray, Maróti și Simaz. Ca o recunoaștere a meritelor sale, a fost numit profesor asistent la catedra institutului.
În 1914 a fost înrolat și trimis pe frontul din Serbia, apoi în Rusia, iar după un an a fost luat prizonier, petrecând astfel șapte ani în Rusia. În prima perioadă a lucrat ca dulgher, cioplitor în lemn, giuvaergiu. A șlefuit trepte, a fost traducător, a lucrat în minele de cărbuni etc. A încercat, în repetate rânduri dar fără succes, să evadeze. După ieșirea Rusiei din Primul Război Mondial, a rămas acolo și a studiat sculptura la Academia de Arte din Moscova (1919-1921). În acest timp, a proiectat costume pentru teatru și a lucrat ca scenograf, devenind și adept al constructivismului. La sfârșitul anului 1921 a revenit la Timișoara.
Împreună cu prietenul său, pictorul Albert Varga, timp de doi ani (1922-1923) a întreprins o călătorie de studii la München și Dresda (la școala liberă de arte Der Weg). În această perioadă, arta sa s-a dezvoltat în concordanță cu direcțiile europene, parcurgând traseul ce duce de la Cubism prin Constructivism și Expresionism. Cea mai activă perioadă a activității sale artistice a fost între cea de-a doua jumătate a anilor ’20 și prima jumătate a anilor ’30.
În perioada 1924-1927 a realizat reliefuri simbolice pentru fațadele unor clădiri publice din Timișoara, precum frizele Palatului Ciobanu, altorelieful fațadei Căminului Muncitoresc, ornamentele intrării Farmaciei Kuhn. A ridica monumente ale soldaților căzuți în primul război mondial î mai multe comune bănățene (Ciacova, Șandra). A proiectat și sculptat monumentele funerare ale unor familii avute din Timișoara.
În anul 1925 s-a alăturat grupului de artiști strânși în jurul revistei de literatură și artă Periscop, editată la Arad, în care a publicat, alături de fotografiile sculpturilor, scrierile sale din domeniul literaturii de avangardă precum și traduceri din limba rusă.
Începând din 1934, boala contractată în timpul războiului s-a agravat și din acest motiv a lucrat tot mai anevoios. În 1936 a terminat altorelieful pentru casa în care a locuit poetul Endre Ady. S-a asociat cu antreprenori în construcții, pentru care a desenat ornamente de piatră pentru clădiri publice, a sculptat frize, a desenat monumente funerare.
În 1947, deși era grav bolnav, a predat la cursurile organizate de sindicate pentru muncitori. A decedat în vara anului 1949 în spitalul public din Lovrin, localitate în care a fost și înmormântat.

## Fondator de asociații artistice
În 1930, Ferdinand Gallas, împreună cu Ioachim Miloia, Andreas Ferch, Aurel Ciupe, Iuliu Podlipny ș.a. au întemeiat „Salonul artelor bănățene”.
Ferdinand Gallas a mai fondat Societatea Artiștilor Plastici Bănățeni, Uniunea Artiștilor Plastici din Banat și a revigorat Societatea „Barabás Miklós”. A organizat ateliere de desen, artă industrială și modelaj în atelierul său.

## Expoziții
În 1922 a organizat prima expoziție la Timișoara, în care lucrările sale manifestau influențele cubismului, prin sculpturi în lemn, teracotă, bronz sau marmură. A avut mare succes sculptura Viața, lucrată în piatră.
În 1931, Ferdinand Gallas a participat cu succes la Salonul Oficial de primăvară, organizat la București, obținând un premiu.
În 1932 a expus la Arad, împreună cu Julius Podlipny.

## Lucrări
- Sculpturile în piatră de pe vechea clădire numită și Palatul Ciobanului din Timișoara, str. Hector, au fost realizate de Ferdinand Gallas, în anul 1926.[5]
- Basorelief în piatră, sculptat de Ferdinand Gallas pe frontonul Școlii generale "Dr. Eliza Ionescu", str. Corbului, din Timișoara.[6]
- Medalia "Endre Ady", bronz, (circa 1920-1929), expus la British Museum din Londra.[7]

O serie de lucrări ale sale se află în colecția Secției de Artă a Muzeului Banatului și în Muzeul de Artă din Cluj-Napoca